# نقص صوديوم الدم
نقص صوديوم الدم (بالإنجليزية: Hyponatremia)، هو تركيز منخفض الصوديوم في الدم. يتم تعريفه بشكل عام على أنه تركيز الصوديوم أقل من 135 مليمول/لتر، مع نقص صوديوم الدم الشديد أقل من 120 مليمول/لتر. يمكن أن تكون الأعراض غائبة، خفيفة أو شديدة. تشمل الأعراض الخفيفة انخفاض القدرة على التفكير، الصداع، الغثيان والقيء، وضعف التوازن. تشمل الأعراض الشديدة الارتباك، النوبات، الغيبوبة، ويمكن أن يترتب على ذلك الوفاة.
تصنف أسباب نقص صوديوم الدم عادة حسب حالة سوائل جسم الشخص إلى حجم منخفض، حجم طبيعي، أو حجم كبير. يمكن أن يحدث نقص صوديوم الدم منخفض الحجم من الإسهال، القيء، مدرات البول، والتعرق. ينقسم نقص صوديوم الدم الطبيعي الحجم إلى حالات بول مخفف وبول مركز. تشمل الحالات التي يتم فيها تخفيف البول قصور الغدة الكظرية، قصور الغدة الدرقية، وشرب الكثير من الماء أو الكثير من الجعة. تشمل الحالات التي يتركز فيها البول متلازمة الإفراز غير الملائم للهرمون المضاد لإدرار البول (SIADH). يمكن أن يحدث نقص صوديوم الدم كبير الحجم من قصور القلب، فشل الكبد، والفشل الكلوي. تشمل الحالات التي يمكن أن تؤدي إلى قياسات منخفضة للصوديوم بشكل خاطئ مستويات عالية من البروتين في الدم كما هو الحال في المايلوما المتعددة، ارتفاع مستويات الدهون في الدم، وارتفاع نسبة السكر في الدم.
يعتمد العلاج على السبب الأساسي. يمكن أن يؤدي تصحيح نقص صوديوم الدم بسرعة كبيرة إلى حدوث مضاعفات. يُنصح بالتصحيح الجزئي السريع بمحلول ملحي طبيعي بنسبة 3٪ فقط للأشخاص الذين يعانون من أعراض خطيرة وأحيانًا أولئك الذين كانت الحالة لديهم سريعة الظهور. عادة ما يتم علاج نقص صوديوم الدم منخفض الحجم بالمحلول الملحي الطبيعي عن طريق الوريد. يتم علاج (SIADH) عادةً عن طريق تصحيح السبب الأساسي وتقييد السوائل بينما يتم علاج نقص صوديوم الدم كبير الحجم عادةً عن طريق تقييد السوائل واتباع نظام غذائي منخفض الملح. يجب أن يكون التصحيح بشكل عام تدريجيًا لدى أولئك الذين كانت المستويات المنخفضة موجودة لديهم لأكثر من يومين.
نقص صوديوم الدم هو النوع الأكثر شيوعًا من عدم توازن الكهارل، وغالبًا ما يوجد عند كبار السن. يحدث في حوالي 20٪ من أولئك الذين يدخلون المستشفى و10٪ من الأشخاص أثناء أو بعد حدث رياضي التحمل. من بين أولئك الموجودين في المستشفى، يرتبط نقص صوديوم الدم بزيادة خطر الوفاة.

## العلامات والأعراض
تشمل علامات وأعراض نقص صوديوم الدم الغثيان والقيء، الصداع، فقدان الذاكرة قصير المدى، الارتباك، التعب، الخمول، الدوار عند الوقوف، فقدان الشهية، التهيج، ضعف العضلات، الارتجاج أو التشنج، النوبات، انخفاض الوعي، أو الغيبوبة. تعتمد شدة الأعراض على مدى سرعة ومدى شدة انخفاض مستوى الصوديوم في الدم. يمكن تحمل الانخفاض التدريجي، حتى إلى مستويات منخفضة جدا، بشكل جيد إذا حدث على مدى عدة أيام أو أسابيع، بسبب التكيف العصبي. ترتبط المستويات المنخفضة من الصوديوم في البلازما بأعراض أكثر حدة. (على سبيل المثال، زيادة السقوط، تغيير الموقف والمشية، انخفاض الانتباه، ضعف الإدراك، وربما ارتفاع معدلات الوفاة).
تحدث الأعراض العصبية عادة مع مستويات منخفضة جدا من الصوديوم في البلازما (عادة أقل من 115 مليمول / لتر). عندما تصبح مستويات الصوديوم في الدم منخفضة جدا، يدخل الماء إلى خلايا الدماغ ويتسبب في تضخمها (الوذمة الدماغية). هذا يؤدي إلى زيادة الضغط في الجمجمة ويسبب اعتلال الدماغ نقص صوديوم الدم.
ارتبط نقص صوديوم الدم، من خلال التداخل في استقلاب العظام، بمضاعفة خطر الإصابة بهشاشة العظام وزيادة خطر كسر العظام.

## التشخيص
غالباً ما يتم التشخيص لدى إجراء فحص شوارد الدم وذلك لعدم نوعية الأعراض. أول ما يجب عمله عند ملاحظة هذا الاضطراب هو البحث عن النقص الكاذب للصوديوم.

## التشخيص التفريقي
نقص صوديوم الدم الكاذب: يترافق النقص الحقيقي لصوديوم الدم بانخفاض الحلولية Osmolality للدم. القيمة الطبيعية للحلولية تعادل 280 - 295 م أوزمول/ل، وهي متساوية في جميع سوائل الجسم (الدم، السائل الخلالي Interstitial fluid والسائل الخلوي)، يمكن قياسها بالمخبر، كما يمكن حسابها بالمعادلة التالية:
```
              الحلولية = 2 صوديوم + بولة + سكر الدم (جميع الوحدات: م مول/ل)
```

يسمى نقص صوديوم الدم كاذباً إن بقيت الحلولية طبيعية. يحدث ذلك عند اضطراب عملية التحليل بسبب وجود كميات كبيرة في الدم من الشحوم الثلاثية أو كميات كبيرة من البروتين.
حتى قد تكون الحلولية مرتفعة رغم وجود نقص بصوديوم الدم لدى وجود زيادة ملحوظة بسكر الدم.

## أسباب الحالة
انخفاض تركيز صوديوم الدم هو بالتعريف زيادة نسبية بماء الجسم وأهم أسبابها:
1. من النادر أن تحدث زيادة نسبية بماء الجسم نتيجة شرب كميات كبيرة من السوائل، أكثر مما تستطيع الكلية طرحه (الكلية الطبيعية يمكنها أن تطرح 18 ليتر يومياً). وهذه الحالة النادرة أكثر ما تشاهد لدى مرضى النفاس Psychotics، أو لدى الانخفاض الشديد لعتبة العطش Thirst threshold، أو عقب رضوض الدماغ وآفاته المتنوعة.
2. متلازمة فرط إفراز الهرمون المضاد للإدرار SIADH.
3. أسباب أخرى: قصور الدرق Hypothyroidy ونقص القشريات السكرية Glycocorticoid defficieny كما في قصور الكظر، متلازمة استئصال البروستات عن طريق الإحليل.
4. الحالات الشائعة الأخرى تحدث فقط عند توفر الشرطين التاليين معاً:

- استمرار الوارد إلى الجسم من الماء، سواء عن طريق الفم أو عن طريق الوريد
- زيادة نسبية بافراز الهرمون المضاد للإدرار(Anti Diuretic Hormone (ADH (فازوبرسين)والتي تحدث في الحالات التالية:
  - نقص حجم الدم الحقيقي Hypovolemia، أو نقص حجم الدم الفعّال Effective circulating volume.
  - انخفاض التوتر الشرياني
  - نقص الأكسجة Hypoxia.
  - الآلام، الشدة Stress.
  - الغثيان Nausea.
  - بعض الأدوية كالمورفين ومشتقاته

### التشخيص السببي
1. نقص الصوديوم مع نقص حجم سوائل الجسم

- فقدان السوائل من الجهاز الهضمي: إسهالات، اقياءات
- فقدان السوائل من الكلية: الجرعات العالية من المدرات
- التعرق الشديد

نقص الصوديوم مع زيادة حجم سوائل الجسم
```
* قصور القلب الاحتقاني Congestive heart failure 
* تشمع الكبد
* المتلازمة الكلائية Nephrotic syndrome
* المراحل النهائية لقصور الكلية
```

نقص الصوديوم مع بقاء حجم سوائل الجسم طبيعياً
```
* متلازمة فرط افراز الهرمون المضاد للإدرار
* قصور الدرق
* قصور قشر الكظر (نقص الكورتيزول)
```